# Swing (cualidad musical)

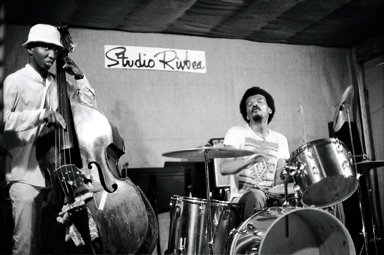
William Parker y Rashid Bakr (1976): aunque la noción de tocar con un "sentido de swing" está asociada con el estilo de jazz de los años 1930 del mismo nombre (el Swing, o era big band), se puede decir de la música jazz de cualquier época que "tiene swing".

En jazz y estilos musicales relacionados, el término swing es utilizado para describir la "sensación" rítmicamente expansiva o el sentido de "groove" creado por la interacción entre los intérpretes de la banda, especialmente cuando la música crea una "respuesta visceral" como el movimiento impulsivo de pies o de cabeza.

## Distinción de otros conceptos y aplicación práctica
El término "swing" también se utiliza para referirse a varios conceptos diferentes del jazz como el shuffle (una secuencia desigual de notas) o el género musical del swing, un estilo que se originó en los años 1930. Como el Swing Jazz era música de baile y evolucionó en paralelo junto a estilos de baile como el Lindy Hop, el término Swing puede referirse también como la cualidad de un tipo de música que incita al baile. Aunque existe un solapamiento entre estos términos, se puede aplicar el término swing a la música de cualquier época del jazz o incluso a música que no es jazz, diciendo que "tiene swing" en el sentido de tener un poderoso groove o sensación rítmica.
Aunque algunos músicos de jazz han considerado el concepto de "swing" como una noción subjetiva y elusiva, reconocen que el concepto está generalmente aceptado, se comprende bien y lo experimentan la mayor parte de los jazzmen de modo práctico o intuitivo. Los intérpretes de jazz utilizan el término "swing" en el sentido de que una jam session o una actuación en directo está funcionando realmente bien, lo que se conoce también en la jerga del gremio como estar "in the pocket" ("en el bolsillo" en castellano).
Si un músico de jazz afirma que la actuación de una banda realmente "está swingin", eso sugiere que los intérpretes están tocando con un especial grado de coherencia rítmica y sentimiento. Aunque la referencia al "sentido de swing" suele hacerse en el contexto de una actuación en grupo (un combo o una banda), incluso se puede aplicar la noción a un solista sin acompañamiento.

## Descripción
De modo similar al término "groove", que se utiliza para describir una sonoridad o sensación de cohesión rítmica en el funk o el rock, el concepto de "swing" puede ser difícil de definir. En ocasiones ambos términos aparecen utilizados como sinónimos. El glosario Jazz in América lo define del siguiente modo:

"(...) cuando un intérprete individual o un conjunto toca de una forma tan rítmicamente coordinada que provoca una respuesta visceral del oyente (hasta el punto de provocar el tamorileo de los pies y el cabeceo de la cabeza). Una sensación de irresistible flotabilidad gravitatoria que desafía incluso la misma definición verbal".

En realidad, el "swing" se refiere a un efecto de "contratiempo", en la forma de interpretar una serie muy rápida de tresillos y notas asincopadas que se enfrentan entre sí, y líbremente, pero que tratan de entrar todas ellas en una misma unidad de compás (sin producir arritmias).
En cuanto a la técnica interpretativa, el swing ha sido llamado "la palabra más debatida en el jazz". Cuando se le pidió al jazzman Cootie Williams que diera una definición, bromeó diciendo: "¿definirlo? ¡Antes me atrevería con la teoría de la relatividad!" Benny Goodman, el líder de banda de los años 1930 cuyo apodo era "King of Swing" ("el rey del swing" en castellano) dijo del "swing" que su elemento más importante era "(...) la libertad de un solista de alzarse y tocar el estribillo del modo que él lo siente". Su contemporáneo Tommy Dorsey dio una definición más ambigua, al proponer que el "swing es dulce y caliente al mismo tiempo y lo suficientemente amplio en su concepción creativa para enfrentar cualquier desafío que el mañana pueda presentar". El pianista de boogie-woogie Maurice Rocco afirmaba que la definición de swing "(...) solo es cuestión de opinión personal".